# Veliki Antili
Veliki Antili su otočna skupina u Karipskom moru. Sastoje se od četiri najveća otoka Antila: Kube, Jamajke, Portorika i Hispaniole. Na otocima Kubi, Jamajci i Portoriku su istoimene države, dok su na Hispanioli dvije države - Haiti i Dominikanska Republika.
Otoci su geološki slične građe kao srednjeameričko kopno, od škriljevca, gnajsa i starih eruptivnih stijena. Na sjevernoj strani otoka ima dosta vapnenca nastalog od školjaka i koralja.
Prvi pisani trag imena "Antili" potječe iz 1493. godine kod "Peter Martyr d'Anghira". Ime je izvedeno ili od naziva "Antilia" koji se u srednjem vijeku koristio za mitski otok za koji se vjerovalo da je negdje u Atlantiku ili pak od latinskog "ante ilium" što bi značilo da se nalaze ispred nečega. No, kakvo god bilo podrijetlo imena, odnosi se u svakom slučaju na otoke koji se nalaze ispred Srednje Amerike.

## Vanjske poveznice
|  | Zajednički poslužitelj ima još gradiva o temi Veliki Antili |